# You Wanted the Best, You Got the Best!!
You Wanted the Best, You Got the Best!! je album live hitů skupiny Kiss z roku 1996.Album bylo vydáno na podporu turné Alive/Worldwide Tour na kterém skupina vystupovala v původní sestavě,maskách i kostýmech ze 70 let. Závěr alba obsahuje rozhovor o znovu sjednocení skupiny s moderátorem Jayem Lenem.

## Seznam skladeb
| Základní verze | Základní verze         | Základní verze                 | Základní verze                  | Základní verze |
| Pořadí         | Název                  | Autor                          | Původ písně                     | Délka          |
| -------------- | ---------------------- | ------------------------------ | ------------------------------- | -------------- |
| 1.             | Room Service           | Paul Stanley                   | Davenport, Iowa v 1975          | 3:38           |
| 2.             | Two Timer              | Gene Simmons                   | Detroit, Michigan v Květen 1975 | 3:15           |
| 3.             | Let Me Know            | Stanley                        | Detroit, Michigan v Květen 1975 | 3:38           |
| 4.             | Rock Bottom            | Ace Frehley / Stanley          | Alive!                          | 3:33           |
| 5.             | Parasite               | Frehley                        | Alive!                          | 3:37           |
| 6.             | Firehouse              | Stanley                        | Alive!                          | 4:00           |
| 7.             | I Stole Your Love      | Stanley                        | Alive II                        | 3:32           |
| 8.             | Calling Dr. Love       | Simmons                        | Alive II                        | 3:35           |
| 9.             | Take Me                | Delaney / Stanley              | Los Angeles, California v 1977. | 3:06           |
| 10.            | Shout It Out Loud      | Stanley / Simmons / Ezrin      | Alive II                        | 3:14           |
| 11.            | Beth                   | Peter Criss / Ezrin / Penridge | Alive II                        | 2:33           |
| 12.            | Rock and Roll All Nite | Stanley / Simmons              | Alive!                          | 4:01           |
| 13.            | Kiss Tells All         | Kiss / Jay Leno                |                                 | 17:31          |
| Celková délka: | Celková délka:         | Celková délka:                 | Celková délka:                  | 59:16          |

## Obsazení
- Paul Stanley - rytmická kytara, zpěv
- Gene Simmons - basová kytara, zpěv
- Ace Frehley - sólová kytara, zpěv
- Peter Criss - bicí, zpěv
- Eric Carr - bicí, zpěv